# Olga Noël
Olga Noël est une actrice française du cinéma muet des années 1920.

## Biographie
Née dans le Quartier latin de Paris[réf. nécessaire], Olga Noël obtient ses premiers rôles en 1922 dans les films Maman Pierre de Maurice Challiot et Un cri dans l'abîme de Renée Carl.
Elle se fait connaitre à partir de 1923 pour son rôle au côté de Jean Dax dans Le Roi de Paris, réalisé par son ami Charles Maudru. Elle joue ensuite dans Le Secret d'une mère de Georges Pallu, Les amours de Rocambole de Charles Maudru, et Jack de Robert Saidreau. Elle tourne de nouveau sous la direction de Georges Pallu et interprète son premier rôle comique dans Phi-Phi en 1926.
Fin 1927, pour la promotion du film En plongée de Jacques Robert, elle donne une interview au journal Minerva où l'on apprend qu'elle vit à cette époque en proche banlieue parisienne, et attend un premier enfant pour la fin de l'année.

## Filmographie

### Actrice
- 1922 : Maman Pierre de Maurice Challiot ;
- 1922 : Un cri dans l'abîme de Renée Carl : Myriem Fabrié ;
- 1923 : Le Roi de Paris de Maurice de Marsan et Charles Maudru : Juliette ;
- 1924 : Les amours de Rocambole de Charles Maudru : Fanny ;
- 1925 : Jack de Robert Saidreau : Zénaïde ;
- 1926 : Le Secret d'une mère de Georges Pallu : Marie ;
- 1926 : Phi-Phi de Georges Pallu ;
- 1927 : En plongée de Jacques Robert : Anna Guérec de Vergnes, la femme de Maurice.